# 呂志澄
呂志澄（1915年—1991年），筆名有志澄、一青、士登、室提、雷向明等等，籍貫廣東高要，香港兒童文學作家及詩人。

## 生平
呂志澄在中山大學修讀文學系，1938年至延安抗日軍政大學就讀，曾在《五月在延安》、《抗戰大學》發表抗日文藝作品。1943年從重慶返回廣東出任教師，1945年擔任《新兒童》編輯，同年到香港，在《新兒童》、《華商報》、《大公報》、《文匯報》發表大量兒童文學作品。

## 作品
- 詩歌：
  - 《爸爸加了薪》
  - 《聰明的家畜》
- 小說：
  - 《慕琦的心事》
  - 《家庭會議》
  - 《王子和魚》